# Vilela (Otero de Rey)
Vilela (llamada oficialmente Santiago de Vilela) es una parroquia española del municipio de Otero de Rey, en la provincia de Lugo, Galicia.

## Organización territorial
La parroquia está formada por nueve entidades de población, constando siete de ellas en el nomenclátor del Instituto Nacional de Estadística español:
- Cavadas (As Cavadas)
- O Fin
- Laciana (A Laciana)
- As Lavandeiras
- A Saleta
- Veigadolga
- As Veigas
- Vilela Grande
- Vilela Pequena

## Demografía
| Gráfica de evolución demográfica de Vilela entre 2000 y 2020 |
|                                                              |
| Datos según el nomenclátor publicado por el INE.             |